# Celama oleaginalis
Celama oleaginalis is een vlinder uit de familie van de visstaartjes (Nolidae). De wetenschappelijke naam van de soort is voor het eerst geldig gepubliceerd in 1972 door de Toulgoët.